# Lac Perdu (îles Kerguelen)
Pour les articles homonymes, voir Lac Perdu.
Le lac Perdu est un lac situé au sud-ouest de la péninsule Loranchet sur la Grande Terre, l'île principale des Kerguelen dans les Terres australes et antarctiques françaises.

## Géographie

### Situation
Le lac Perdu est situé au sud-ouest de la péninsule Loranchet au sein du cap Marigny à 300 m d'altitude sur la côte des Falaises Noires au pied du mont des Jaspes (750 m). De forme allongée, il s'étend sur environ 710 mètres de longueur et 470 mètres de largeur maximales dans une dépression du replat qui collecte les eaux de pluie et de fonte des neiges du versant sud-ouest du mont des Jaspes. Son exutoire, situé à l'ouest, est une cascade qui se jette depuis les Falaises Noires directement dans l'océan Indien au niveau de l'anse du cap Marigny.

### Toponyme
Le lac doit son nom – attribué en 1967 par la commission de toponymie des îles Kerguelen – à sa difficulté d'accès pour les géographes qui en ont fait les relevés en 1966.